# Marsalforn
Marsalforn är en stad belägen på nordöstra kusten på den maltesiska ön Gozo, strax nordväst om huvudön Malta. Staden ligger mellan bergsstäderna Xagħra och Iż-Żebbuġ. Marsalforn är ett populärt turistmål och har ett flertal hotell, restauranger, barer och stränder. Dykning i området är också mycket vanligt.